# Leyland Constructor
Der Frontlenker Lkw Leyland Constructor war 1981 das zweite Modell, das die British Leyland Motor Corporation auf Grundlage des T45-Projekts neu auf den Markt brachte. Das Baufahrzeug wurde vor allem als Kipperfahrzeug gebaut und löste die Modellreihen Leyland Bison und Leyland Buffalo ab. Nach der Fusion von Leyland Motors und DAF (Automobile) zu Leyland DAF wurde der Leyland Constructor ab 1990 als Leyland DAF 60 im Vereinigten Königreich vermarktet und als DAF 60 in Kontinentaleuropa. 1994 folgte dann der Nachfolger DAF 85.

## Leyland Constructor 1981–1990
Im Wesentlichen war der Constructor als Baufahrzeug verfügbar in der Antriebsformel 6x2,6x4, 8x2, 8x4 und 8x8. Jedoch gab es ihn auch für die Güterbeförderung mit Kofferaufbau oder als Sattelzugmaschine. Alle Versionen hatten eine Nutzlast zwischen 10 und 30 Tonnen. Wie beim Leyland Roadtrain mit der T45 Fahrerkabine in normaler Ausführung oder als Doppelkabine mit Schlafmöglichkeit und optional mit Hochdach. Grundsätzlich mit der gleichen Ausstattung der Kabine aber hier war der Kabinenboden jedoch mit dick gepolstertem Gummibelage statt einem Teppich ausgestattet und optional gab es Vinyl-Sitzbezüge anstelle von Stoffbezügen. Von seinen Vorgängern Leyland Bison & Buffalo übernahm der Constructor das Chassis mit Ausnahme des vordersten Abschnitts des Leiterrahmen aufgrund der Verbindungen mit der neuen T45 Kabine. Auch das Bremssystem wurde übernommen, welches erst bei den Vorgängern eingeführt wurde in den letzten Jahren, jedoch abermals verbessert. Die verwendeten Tandem-Hinterantrieb-Achsen mit Naben-Untersetzungsgetriebe stammten grundsätzlich ebenfalls von den Vorgängern, wurden aber aufgrund der höheren Anforderungen und Leistungsmöglichkeiten der Motoren angepasst. Hierdurch kam es in den ersten Baujahren bei besonders hoher Belastung zu Schäden an den Antriebswellen, ebenso führte ein unzureichend gestalteter Kühlerschutz bei der 6x Version zu Problemen. Leyland stellte diese Fehlerquellen recht schnell ab und änderte die Konstruktionen.
Auch beim  Leyland Bison war ursprünglich der revolutionäre aber anfänglich unzuverlässige Direkteinspritzer Dieselmotor Leyland 500 OHC verbaut worden. Nachdem BLMC diesen aber zum Leyland 0-680 modernisiert hatte und als L11 & TL11 im Bison  verbaute, bot hier auch der vom Design und Komfort her veraltete Bison, wie die anderen mit der Motorenfamilie ausgestatteten Modelle, technische Zuverlässigkeit. Daher war es nicht verwunderlich das der relativ neue TL11 6-Zylinder Dieselmotor, der über hohes Drehmoment verfügte, nun beim Constructor übernommen wurde mit 181 PS oder 209 PS Leistung. Für die 8x Variante gab es zusätzlich auch einen Rolls-Royce mit 220 PS oder den Gardner 6LXC-T mit 230 PS Dieselmotor. Die Kraftübertragung erfolgte jeweils mit dem Eaton 400 Schaltgetriebe. Für schwerere Aufgaben gab es für den 6x ein Fuller 9-Gang und für den 8x ein Spicer 10-Gang Schaltgetriebe.
1985 wurde die Motorenpalette überarbeitet. Der Leyland TL11 bot nun 260 PS und die 8x Version konnte auch mit einem Perkins Engines oder Cummins Engine 300 PS Dieselmotor geordert werden. Dadurch wurde der Constructor 30:30 zum stärksten Kipperfahrzeug weltweit für einige Zeit. Um die zusätzliche Leistung zu bewältigen und Produktionskosten zu senken, wurden die noch auf einer Albion Konstruktion stammenden Doppel-Hinterachsen auf dem 30:30 nun durch welche von Eaton gelieferte, ersetzt.

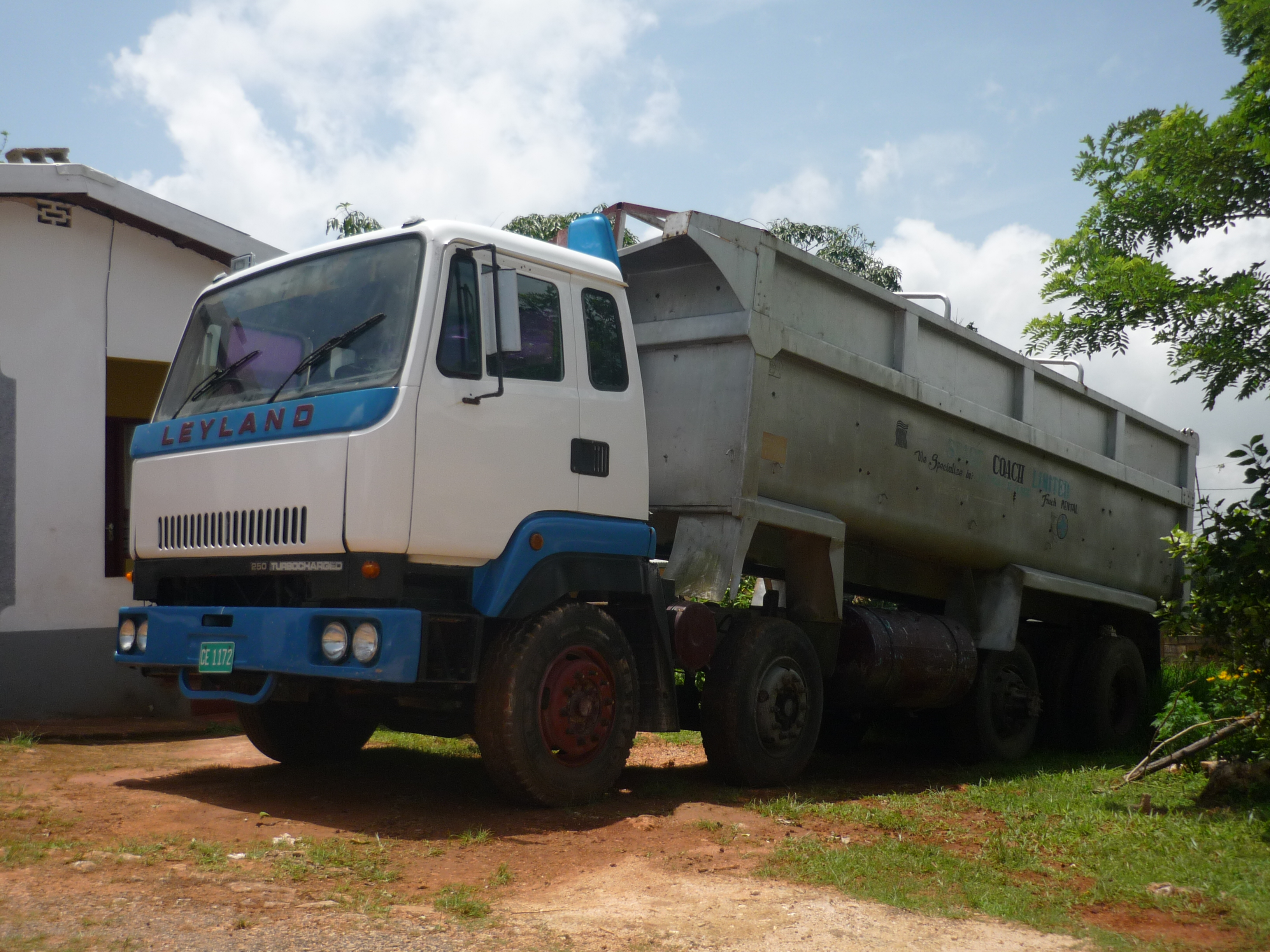
Constructor 8x8

## Leyland-DAF 60 / DAF 60 1990–1993
Durch die Fusion zu Leyland DAF wurde der Constructor nun im Laufe von 1990 als Leyland DAF 60 im Vereinigten Königreich und als DAF 60 in Kontinentaleuropa vermarktet. Nunmehr gab es nur noch den DAF ATi 11,6 Liter Dieselmotor mit 300 oder 330 PS Leistung, welcher selbst eine Weiterentwicklung des Leyland 0-680 war mit einem Eaton 12 Gang Split Getriebe. Bis Ende 1993 wurde die Baureihe produziert und ab 1994 durch den DAF 85 ersetzt.